# Grochwitz (Herzberg)
Grochwitz ist ein Wohnplatz der amtsfreien Stadt Herzberg (Elster) im Landkreis Elbe-Elster in Brandenburg.

## Geografie
Der Ort liegt einen Kilometer nordwestlich der Stadtmitte von Herzberg (Elster). Die Nachbarorte sind Borken im Norden, Kaxdorf im Nordosten, Neunaundorf im Osten, Herzberg (Elster) im Südosten, Gräfendorf im Süden, Fermerswalde, Buckau und Bicking im Südwesten, Mahdel im Westen sowie Frauenhorst im Nordwesten.